# Das große Protokoll gegen Zwetschkenbaum
Das große Protokoll gegen Zwetschkenbaum ist ein 1939 entstandener, aber erst 1964 veröffentlichter Roman des österreichischen Autors Albert Drach. Er erschien als Band 1 der auf acht Bände angelegten Werkausgabe des bis dahin vollkommen unbekannten Schriftstellers.

## Inhalt
Der Roman ist in einem ländlichen Gebiet in Österreich Ende des Ersten Weltkriegs und während der ersten Nachkriegszeit angesiedelt. Er erzählt in Form eines Gerichtsprotokolls die Geschichte des 24-jährigen galizischen Talmudschülers Schmul Leib Zwetschkenbaum. Dieser wird unter einem Zwetschkenbaum sitzend verhaftet unter der Anklage, von diesem Zwetschken gestohlen zu haben. Vom Gerichtsarzt wird er in die Irrenanstalt eingewiesen. Dort wird er von einem Mitinsassen schwer verletzt. In der Krankenstation wird er Zeuge einer Vergewaltigung und flieht mit dem Fluch soll verbrennen aus der Anstalt, die in diesem Moment Feuer fängt. Auf der Flucht gelangt er wieder zu dem Bauernhof mit dem Zwetschkenbaum. Der Bauer, der seinen leeren Stall in versicherungsbetrügerischer Absicht niederbrennt, liefert Zwetschkenbaum als angeblichen Brandstifter der Polizei aus. Bei der Einnahme vor Gericht bricht Zwetschkenbaum zusammen und wird ins Spital eingeliefert. Hier macht er die Bekanntschaft der beiden Kleinkriminellen Stengel und Himbeer. Der Gerichtsarzt hält ihn für unfähig, die beiden Brandstiftungen begangen zu haben, das Verfahren wird eingestellt. Zwetschkenbaum wird wieder ins Irrenhaus überstellt. Hier erfährt er eine Vorzugsbehandlung mit Einzelzimmer und guter, sogar koscherer Verpflegung. Eine angebliche Erbschaft nach seinem Bruder Salomon ermöglicht es ihm, bei jüdischen Kleinhändlern als Kostgänger unterzukommen. Auf der Suche nach dem geheimnisvollen Verwalter des Erbes erfriert er in Wien beinahe und wird von seinen Bekannten Stengel und Himbeer gerettet. Diese wollen sich sein Erbe aneignen und richten ihm ein Kleidergeschäft ein, das dazu dient, ihr Diebesgut zu verkaufen. Als Zwetschkenbaum wegen Hehlerei wiederum verhaftet wird, lüftet sich das Geheimnis um die angebliche Erbschaft: das Geld stammt von all den Personen, die an Zwetschkenbaum schuldig geworden waren und wurde von Dr. Schimaschek, Rechtsanwalt und mit Zwetschkenbaum im Irrenhaus, eingesammelt. Der mit der Untersuchung gegen Zwetschkenbaum betraute Richter, Baron Dr. Xaver Bampanello von Kladeritsch, ordnet die Abfassung eines umfassenden Protokolls an, das dem Leser vorliegende große Protokoll gegen Zwetschkenbaum.

## Entstehung
Nach Angaben des Autors aus den 1980er Jahren hatte er den Roman bereits 1937, noch in Österreich, geplant. Verfasst hat er ihn 1939 bereits im Exil in Nizza. Hier hatte er bereits zwei Schauspiele verfasst, das Sade-Drama Das Satansspiel vom göttlichen Marquis und das Hitler-Stück Das Kasperlspiel vom Meister Siebentot. Zwischen Juni und Oktober entstand der Roman aus bereits vorhandenem Material. Nach Angaben in seinem autobiographischen Werk Das Beileid wollte er den Roman unter dem Titel Le procès verbal auf Französisch verfassen, was aufgrund seiner mangelnden Französischkenntnisse allerdings scheiterte. Das Originalmanuskript der deutschen Fassung ist nicht erhalten. Im Nachlass Drachs gibt es zwei Typoskripte des Romans mit nur kleinen Unterschieden untereinander, und die praktisch ident mit der Druckfassung sind. Das ältere Typoskript ist unvollständig und enthält Korrekturen, die im zweiten Typoskript aufgenommen sind. Somit ist die Entstehung des Textes weitgehend unbekannt.
Beide Typoskripte sind undatiert, dürften allerdings 1946 bis 1948 entstanden sein, als Drach den Roman neben anderen Texten verschiedenen Verlagen angeboten hat. Den Titel hat Drach mehrmals geändert. Lautete der Titel am ersten Typoskript zunächst Zwetschkenbaum als Baum und als Jude ist Gegenstand dieses Aktenstücks, hat Drach später das als Baum und Jude gestrichen. Die Mappe des zweiten Typoskripts trägt den durchgestrichenen handschriftlichen Titel Wie man Zwetschkenbäume steinigt oder Das Ächzen im Zwetschkenbaum zu  Protokoll genommen von Dr. Albert Drach. Dieser Titel ist ersetzt durch den endgültigen Das große Protokoll gegen Zwetschkenbaum.
Der Schluss des Romans mit dem protokollierenden Gerichtspraktikanten ist erst später entstanden. Möglicherweise sind die Passagen mit der für Drach seltenen politischen Argumentation auf den Einfluss des Wiener Stadtrates Viktor Matejka zurückzuführen, der sich 1948 für den Roman beim Ullsteinverlag – vergeblich – eingesetzt hat.
Drei weitere handschriftlich verfasste Bände zu Zwetschkenbaum, die Drach in seinem autobiographischen Werk Das Beileid erwähnt, sind großteils verlorengegangen.
Bis 1964 wurde der Roman von 16 Verlagen abgelehnt. Die Wiener Verlegerin Ilse Luckmann begründete ihre Ablehnung 1947 damit, dass die Zeit noch nicht reif sei für ein Buch, in dem ein Jude gut wegkomme. Bei allem Euphemismus dieser antisemitischen Aussage gesteht ihr André Fischer 2008 doch zu, dass der Roman 1947 wohl tatsächlich wenige Leser gefunden hätte, stelle das von Drach dargestellte Weltbild doch das des Großteils der Bevölkerung dar.
1964 wurde der Roman vom Langen Müller Verlag angenommen, der ihn gleich als Band 1 einer auf acht Bände angelegten Werkausgabe herausbrachte. Dies ist wohl ein einzigartiger Fall in der deutschsprachigen Literatur, war doch der Roman mit Ausnahme eines Gedichtbandes und eines Theaterstücks das erste gedruckte Buch des völlig unbekannten Autors Albert Drach.

## Rezeption
Nach der Veröffentlichung 1964 erschienen in zahlreichen Zeitungen und im Rundfunk zum Teil umfangreiche Rezensionen und Reportagen zu Werk und Autor. Fischer führt dies vor allem auf eine damalige Fehlinterpretation von Drachs Sprachstil zurück. Die meisten Rezensenten lobten das Protokoll als Odyssee, geschrieben in einem altösterreichischen Kanzleistil. Weitgehend ausgeblendet blieben damals die Schärfe von Drachs Humor, seine auf die Spitze getriebene Ironie sowie die Hoffnungslosigkeit von Zwetschkenbaums desaströser Lebensgeschichte. Die Rezensenten wiesen zwar auf Drachs einzigartigen Schreibstil hin, taten sich aber mit der radikalen Darstellungsform schwer. Einige verglichen ihn mit Fritz von Herzmanovsky-Orlando, dessen Werke damals gerade in den von Friedrich Torberg bearbeiteten Fassungen erstmals der Öffentlichkeit zugänglich waren.
Eine der Ausnahmen bei dieser Verharmlosung des Romans war Karl Heinz Kramberg in der Süddeutschen Zeitung, der vom Protokollstil als „jener monströsen Ausgeburt grammatikalischer Schizophrenie“ schrieb. 
Der Schreibstil wurde erst mit der Wiederentdeckung Drachs ab 1988 zum Mittelpunkt der Betrachtungen. Man sah den Stil nun nicht mehr als Parodie des österreichischen Kanzleistils, sondern als „eine eigene Form des ästhetischen Denkens und Konsistenzbildens“ In seiner Laudatio auf Albert Drach anlässlich der Verleihung des Georg-Büchner-Preises 1988 fasste es Wolfgang Preisendanz so zusammen: „Was dieser Darstellungsmodus des Protokolls, des alles Symbolische, Metaphorische, Imaginative ausschließenden Faktenberichts erbringt, ist allemal eine gleichsam anästhesierte Optik die selbst Paroxysmen des Unrechts, Unheils und Schreckens mit extremer Sachlichkeit, Emotionslosigkeit und Distanziertheit zur Sprache bringt.“

## Ausgaben
- Langen-Müller, München/Wien 1964 (= Gesammelte Werke Band 1)
- Deutscher Taschenbuch Verlag, München 1967 (dtv 412)
- Claassen, Hamburg/Düsseldorf 1968
- Moderner Buchclub, Darmstadt 1970 (Lizenzausgabe)
- Hanser, München/Wien 1989
- Deutscher Taschenbuch Verlag, München 2002 (dtv 13026)
- Zsolnay, Wien 2008 (= Werke in zehn Bänden, Band 5) ISBN 978-3-552-05226-0